# Gaixample
Le Gaixample -des termes catalans gai et eixample- est le nom avec lequel est populairement connue une zone du district de l'Eixample de Barcelone (Espagne), dans lequel, depuis la fin du XXe siècle, ont proliféré les commerces et lieux de loisirs destinés à la communauté homosexuelle.
Le Gaixample occupe environ la zone limitée par les rues de Balmes, Gran Vía de les Corts Catalanes, Conde de Urgel et Aragon. Dans toute cette zone se trouvent beaucoup de commerces spécialisés, boutiques de mode, restaurants et locaux de loisir nocturne destinés au public homosexuel. 
En 2003, l'hôtel Axel est inauguré dans le quartier, premier hôtel gay heterofriendly du monde, devenant aussi un des foyers d'attraction du tourisme gay dans la ville, surtout dans les heures nocturnes,,,.